# Юссуф Мулумбу
Юссуф Мулумбу (фр. Youssuf Mulumbu, нар. 25 січня 1987, Кіншаса) — конголезький футболіст, півзахисник клубу «Норвіч Сіті» та національної збірної Демократичної Республіки Конго.

## Клубна кар'єра
В ранньому віці разом зі своєю сім'єю переїхав до Франції з Заїру (колишня назва Демократичної Республіки Конго), виріс в місті Епіне-су-Сенар, недалеко від Парижу.   У 13 років потрапив в навчальний центр «Парі Сен-Жермен», де став чемпіоном Франції до 18 років в сезоні 2005-06. 22 жовтня 2006 року дебютував за першу команду в матчі Ліги 1 проти «Осера». До кінця сезону він зіграв 12 матчів в чемпіонаті. У сезоні 2007/08 віддавався в оренду в клуб другого дивізіону «Ам'єн».
1 лютого 2009 року за 450 тисяч євро перейшов в англійський клуб «Вест Бромвіч Альбіон», уклавши однорічний контракт. 11 квітня в матчі проти «Портсмута» дебютував у Прем'єр-лізі Англії, але в тому ж сезоні клуб вилетів до Чемпіоншипу. У 2010 році допоміг «дроздам» повернутися в Прем'єр-лігу. А вже 23 жовтня у матчі проти «Фулгема» забив перший гол у чемпіонаті Англії. У тому сезоні Мулумбу був визнаний найкращим гравцем року за думку фанатів, 25 липня 2011 року підписав новий контракт на 4 роки з правом продовження на 1 рік.
1 липня 2015 року перейшов в «Норвіч Сіті». Але вже 3 серпня у товариському матчі проти «Брентфорда» отримав серйозне пошкодження плюсни, таким чином пропустивши більшу частину матчів першого кола. Наразі встиг відіграти за команду з Норвіча 18 матчів в національному чемпіонаті.

## Виступи за збірні
2007 року залучався до складу молодіжної збірної Франції, у складі якої того року виграв Турнір у Тулоні. На молодіжному рівні зіграв у 3 офіційних матчах.
26 березня 2008 року дебютував в офіційних іграх у складі національної збірної Демократичної Республіки Конго у товариському матчі проти збірної Алжиру. 14 жовтня 2012 року у відбірковому матчі кубка африканських націй проти збірної Екваторіальної Гвінеї забив перший гол за збірну. 
У складі збірної був учасником Кубка африканських націй 2013 року у ПАР, Кубка африканських націй 2015 року в Екваторіальній Гвінеї та Кубка африканських націй 2017 року у Габоні.
Наразі провів у формі головної команди країни 39 матчів, забивши 1 гол.
| Дата       | Місто             | Господарі            | Результат | Гості                | Турнір                                   | Голи | Примітки  |
| ---------- | ----------------- | -------------------- | --------- | -------------------- | ---------------------------------------- | ---- | --------- |
| 26-3-2008  | Гонфревіль-л'Орше | Алжир                | 1 – 1     | ДР Конго             | товариський матч                         | -    |           |
| 1-6-2008   | Каїр              | Єгипет               | 2 – 1     | ДР Конго             | Відбір до ЧС 2010                        | -    | 61'       |
| 8-6-2008   | Кіншаса           | ДР Конго             | 1 – 0     | Малаві               | Відбір до ЧС 2010                        | -    |           |
| 13-6-2008  | Джибуті           | Джибуті              | 0 – 6     | ДР Конго             | Відбір до ЧС 2010                        | -    | 81'       |
| 22-6-2008  | Кіншаса           | ДР Конго             | 5 – 1     | Джибуті              | Відбір до ЧС 2010                        | -    |           |
| 20-8-2008  | Дре (Ер і Луар)   | ДР Конго             | 2 – 1     | Того                 | товариський матч                         | -    |           |
| 7-9-2008   | Кіншаса           | ДР Конго             | 0 – 1     | Єгипет               | Відбір до ЧС 2010                        | -    |           |
| 11-10-2008 | Блантайр (Малаві) | Малаві               | 2 – 1     | ДР Конго             | Відбір до ЧС 2010                        | -    |           |
| 12-8-2009  | Кіншаса           | ДР Конго             | 1 – 2     | Сенегал              | товариський матч                         | -    | 56'       |
| 14-11-2009 | Луанда            | Ангола               | 1 – 1     | ДР Конго             | товариський матч                         | -    | 65'       |
| 21-5-2010  | Інсбрук           | ДР Конго             | 0 – 2     | Саудівська Аравія    | товариський матч                         | -    | 82'       |
| 9-2-2011   | Руан              | Габон                | 2 – 0     | ДР Конго             | товариський матч                         | -    | 46'       |
| 27-3-2011  | Кіншаса           | ДР Конго             | 3 – 0     | Маврикій             | Відбір до Кубка африканських націй 2012  | -    | 70'       |
| 9-9-2012   | Кіншаса           | ДР Конго             | 4 – 0     | Екваторіальна Гвінея | Відбір до Кубка африканських націй 2013  | -    |           |
| 14-10-2012 | Малабо            | Екваторіальна Гвінея | 2 – 1     | ДР Конго             | Відбір до Кубка африканських націй 2013  | 1    |           |
| 20-1-2013  | Порт-Елізабет     | Гана                 | 2 – 2     | ДР Конго             | Кубок африканських націй 2013 - 1-й етап | -    |           |
| 24-1-2013  | Порт-Елізабет     | Нігер                | 0 – 0     | ДР Конго             | Кубок африканських націй 2013 - 1-й етап | -    |           |
| 28-1-2013  | Дурбан            | ДР Конго             | 1 – 1     | Малі                 | Кубок африканських націй 2013 - 1-й етап | -    | 21'       |
| 24-3-2013  | Кіншаса           | ДР Конго             | 0 – 0     | Лівія                | Відбір до ЧС 2014                        | -    |           |
| 7-6-2013   | Триполі           | Лівія                | 0 – 0     | ДР Конго             | Відбір до ЧС 2014                        | -    |           |
| 16-6-2013  | Кіншаса           | Республіка Конго     | 0 – 0     | Камерун              | Відбір до ЧС 2014                        | -    |           |
| 8-9-2013   | Ломе              | Того                 | 2 – 1     | ДР Конго             | Відбір до Кубка африканських націй 2015  | -    | 89'       |
| 6-9-2014   | Лубумбаші         | ДР Конго             | 0 – 2     | Камерун              | Відбір до Кубка африканських націй 2015  | -    | 22'       |
| 11-10-2014 | Кіншаса           | ДР Конго             | 1 – 2     | Кот-д'Івуар          | Відбір до Кубка африканських націй 2015  | -    | 76'       |
| 15-10-2014 | Абіджан           | Кот-д'Івуар          | 3 – 4     | ДР Конго             | Відбір до Кубка африканських націй 2015  | -    |           |
| 15-11-2014 | Яунде             | Камерун              | 1 – 0     | ДР Конго             | Відбір до Кубка африканських націй 2015  | -    | 81'       |
| 19-11-2014 | Кіншаса           | ДР Конго             | 3 – 1     | Сьєрра-Леоне         | Відбір до Кубка африканських націй 2015  | -    | 45'       |
| 18-1-2015  | Ебебіїн           | Замбія               | 1 – 1     | ДР Конго             | Кубок африканських націй 2015 - 1-й етап | -    |           |
| 22-1-2015  | Ебебіїн           | Кабо-Верде           | 0 – 0     | ДР Конго             | Кубок африканських націй 2015 - 1-й етап | -    | 23'       |
| 28-3-2015  | Абу-Дабі          | Ірак                 | 2 – 1     | ДР Конго             | товариський матч                         | -    |           |
| 31-3-2015  | Шарджа (значення) | Ірак                 | 1 – 0     | ДР Конго             | товариський матч                         | -    | 65'       |
| 9-6-2015   | Монс              | ДР Конго             | 1 – 1     | Камерун              | товариський матч                         | -    | 66'       |
| 14-6-2015  | Кіншаса           | ДР Конго             | 2 – 1     | Мадагаскар           | Відбір до Кубка африканських націй 2017  | -    |           |
| 12-11-2015 | Бужумбура         | Бурунді              | 2 – 3     | ДР Конго             | Відбір до ЧС 2018                        | -    | 46' — 62' |
| Усього     |                   | Матчів               | 34        |                      | Голів                                    | 1    |           |

## Титули і досягнення
- Бронзовий призер Кубка африканських націй: 2015